# Сёстры Зайцевы
«Сёстры Зайцевы» — российский женский вокальный дуэт близнецов Татьяны Николаевны Зайцевой и Елены Николаевны Зайцевой (род. 16 декабря 1953, Воронеж), ставший известным благодаря песне «А мы идём в кино», которая была выпущена на пластинке в журнале «Кругозор» в 1972 году. Более широкую популярность дуэт получил с подачи Филиппа Киркорова в 1991 году (ГЦКЗ «Россия»). Елена и Татьяна Зайцевы стали лауреатами премии «Овация» 1997 года за видеоклип «Сумасшедший снег».

## Биография
Татьяна и Елена Николаевны Зайцевы родились 16 декабря 1953 года в Воронеже, Татьяна родилась раньше на 15 минут. Папа сестёр Николай Прокофьевич Зайцев был военным врачом, мама Клавдия Ивановна Зайцева по образованию оперная певица и пианистка.
Окончили Всероссийскую творческую мастерскую эстрадного искусства им. Л. Маслюкова.
Певицы имеют абсолютно одинаковую внешность. Провели детство в ГДР — их отец — офицер советской армии — служил в Группе советских войск в Германии, а общеобразовательную школу девочки окончили в Калуге.
В 18 лет, в 1971 году Елена Зайцева вышла замуж за немца по имени Рольф и уехала жить в Висбаден. После развода вернулась в Москву.
Татьяна в это время также находилась в СССР и России, где пела в московских ресторанах. Песня «Сестра», текст которой повествует о переживании двух сестёр, одна из которых живёт в Москве, а другая — в Амстердаме, стала самой известной песней дуэта, Зайцевы впервые исполнили её на концерте в ГЦКЗ «Россия» в Москве в 1994 году.
Первым мужем Татьяны Зайцевой был Юрий Черенков (ум. 2011), режиссёр, создатель первого театра варьете в Москве. Прожили несколько лет и расстались. Их сын Алексей Черенков (1983—2015; погиб, занимаясь паркуром в московском метро). Внук — Максим Черенков.
Елена Зайцева была членом совета директоров московского казино «Беверли Хиллз». Руководителем управляющей компании этого же казино с 1996 года был Ник Виссоковский.
По состоянию на 2022 год Татьяна с мужем проживает в пятиэтажном особняке в Николо-Урюпино под Москвой, а Елена  — в Москве.

## Общественная деятельность
24 ноября 2010 года сёстры Зайцевы стали главными героинями телепрограммы «Пусть говорят» Андрея Малахова. Речь в ней шла о деятельности артисток по спасению 18 бездомных собак, которые обитали на территории закрытого военного гарнизона рядом с их коттеджем в Николо-Урюпино в 10 км к западу от Москвы. Сёстры обвинили военных в том, что те отстреляли животных. Как выяснилось, сёстры пробрались на территорию воинской части № 58142, где, по их мнению, были отстреляны животные и, вступив в конфликт с солдатом, избили его.
Сами сёстры рассказали радиоканалу Вести.фм, что в тот день они зашли на охраняемую территорию военной части и принесли еду для стаи, которую регулярно прикармливали, но вместо 18 собак к ним вышла лишь одна, после попытки выяснения судьбы животных произошёл конфликт, перешедший в рукоприкладство. По версии сестёр:
Пока мы шли вдоль дороги, к нам никто не подходил. Пока не появился подполковник, он давал приказания, и ребята с остервенением начали нас бить. Замкнули в кольцо дубинками, мы не могли вырваться. Потом у Лены откуда-то взялась такая сила, что она смогла разомкнуть кольцо, и мы побежали
В 2015 году сестры участвовали в ток-шоу «Пусть говорят», посвященному гибели 13-летнего мальчика в Чите, которого в марте того же года живьем загрызла стая бродячих собак. Зайцевы активно выступили против отстрела этих животных.
С начала вторжения России на Украину в 2022 году сёстры Зайцевы поддерживают российских военных и отправляют на фронт гуманитарные грузы: вещи, продукты, медикаменты.

## Дискография
- 1995 — Случайные встречи
- 1996 — Сестра